# Гексакарбонил молибдена
Гексакарбонил молибдена — химическое соединение,
карбонильный комплекс молибден состава Mo(CO)6,
бесцветный твердый кристаллический порошок

## Физические свойства
Гексакарбонил молибдена представляет собой двулучепреломляющие диамагнитные бесцветные кристаллы
ромбической сингонии,
пространственная группа P 2nb,
параметры ячейки a = 1,123 нм, b = 1,202 нм, c = 0,648 нм, Z = 4.
Молекула Mo(CO)6 имеет октаэдрическую геометрию, образованную шестью палочковидных C≡O лигандов, идущих из центрального атома молибдена.
Гексакарбонил молибдена не растворяется в воде и растворах щелочей, реагирует с растворами кислот.

## Получение
Гексакарбонил молибдена получают реакцией хлорида молибдена(V) и монооксида углерода под давлением 28 МПа и температуре 200° в присутствии железной стружки.

## Нахождение
Mo(CO)6 был обнаружен на свалках и в сточных водах заводов, в анаэробной среде, способствующей формированию Mo(CO)6.

## Применение
- В органическом синтезе Mo(CO)6 используются в качестве катализаторов. Например, для метатезиса алкинов.
- Нанесение молибденовых покрытий на металлы, керамику, графит.

## Безопасность
Как и все карбонилы металлов, Mo(CO)6 является опасным источником летучего металла, также как и CO. Он легко диффундирует в пластиковых сосудах. Может быть смертельным при попадании внутрь организма человека или на кожу